# Clément Ancely
Pour les articles homonymes, voir Ancely (homonymie).
Pas d'image ? Cliquez ici

a Compétitions nationales et continentales officielles uniquement.

Dernière mise à jour le 21 avril 2025.
Clément Ancely, né le 4 mars 1993 à Béziers (Hérault), est un joueur français de rugby à XV jouant au poste de troisième ligne aile à l'AS Béziers.

## Biographie
Clément Ancely naît à Béziers, et est issu du club de Servian Boujan Rugby, avant de commencer sa formation à l'AS Béziers et de la terminer avec l'Aviron bayonnais.
Clément Ancely joue pour la saison 2013-2014 avec l'Aviron bayonnais.
Il s'engage au RC Massy pour la saison 2015-2016 puis au FC Grenoble pour la saison 2018-2019.
En 2023, il fait son retour à l'AS Béziers et en devient le capitaine. En cours de saison 2024-2025, il prolonge son contrat avec ce club jusqu'en 2028.

## Palmarès
- FC Grenoble
  - Finaliste du Championnat de France de 2e division en 2023.